# Grottaglie
Grottaglie ist eine italienische Gemeinde mit 30.472 Einwohnern (Stand 31. Dezember 2023) in der Provinz Tarent in Apulien.

## Lage
Der Ort liegt 23 Kilometer östlich von Tarent an der Bahnstrecke Taranto–Brindisi.

## Geschichte
Der Name der Gemeinde kommt vom lateinischen Cryptae Aliae, das heißt Grotten, Höhlen und Ähnliches. Als 960 die Barbaren die kleinen Dörfer Rudiae und Mesocoro und auch Tarent zerstörten, flüchteten die Einwohner in solche Grotten, in denen sie dann wohnten. Daraufhin entstanden verschiedene Weiler und Bauernhäuser, darunter der Casale Cryptalearum, den die Normannen im elften Jahrhundert dem Erzbischof von Tarent spendeten. Am Ende des 14. Jahrhunderts wurde dieses Lehensgut durch Stadtmauern befestigt.

## Wirtschaft
Die bedeutendste Besonderheit ist die Keramikproduktion, die im Laufe der Jahrhunderte die wichtigste wirtschaftliche Quelle geworden ist. Sie beschäftigt sich vornehmlich mit Ziegelsteinen, Töpfen und sogar Krippenfiguren. Im Keramikviertel, dem sogenannten Industriegebiet der Stadt, befinden sich mehr als fünfzig Werkstätten, die seit dem sechzehnten Jahrhundert in Betrieb sind. Die charakteristischsten Produkte sind der sogenannte capasone (ein vasen- oder amphorenförmigen Behälter von großem Umfang für Wein oder Olivenöl), der srulu (eine Art von Krug für Wein oder Wasser) und der pumo (ein dekorativer Gegenstand in der Form eines Pinienzapfens, der traditionell an die Ecken der Balkone gestellt wird). Darüber hinaus befindet sich eine staatliche Kunstschule im Dorf, die sich seit 1889 mit der Ausbildung in Keramikbearbeitung beschäftigt.
Bei Grottaglie befindet sich der Flugplatz von Tarent. Der zivile Teil wird von der Flughafengesellschaft SEAP betrieben, die unter anderem auch für die Verkehrsflughäfen in Bari und Brindisi verantwortlich ist. Auf dem zivilen Teil befinden sich auch Produktionsstätten der Firma Alenia Aeronautica, die dort Teile des Rumpfes der neuen Boeing 787 herstellt. Auf dem militärischen Teil sind Einheiten der italienischen Marineflieger stationiert.

## Söhne und Töchter der Gemeinde
- Franz de Hieronymo SJ (1642–1716), katholischer Ordensgeistlicher, Heiliger
- Ciro Michele Esposito (1912–1994), Keramiker
- Giuseppe Spagnulo (1936–2016), Bildhauer
- Salvatore Ligorio (* 1948), katholischer Geistlicher, Erzbischof von Potenza-Muro Lucano-Marsico Nuovo
- Ottavio Vitale RCJ (* 1959), katholischer Ordensgeistlicher, Bischof von Lezha
- Thomas Fabbiano (* 1989), Tennisspieler